# Anders Järryd
Anders Pierre Järryd (ur. 13 lipca 1961 w Lidköping) – szwedzki tenisista, zwycięzca 8 turniejów wielkoszlemowych w grze podwójnej, zdobywca Pucharu Davisa, brązowy medalista olimpijski z Seulu (1988).
Należał do graczy umiejętnie łączących obie specjalności tenisowe, w latach 1984–1985 będąc klasyfikowanym w czołowych dziesiątkach rankingów światowych zarówno gry pojedynczej, jak i podwójnej. W tej drugiej klasyfikacji zajmował pozycję lidera łącznie przez 106 tygodni.

## Kariera tenisowa

### Specjalista od gry podwójnej
Zawodowa kariera Järryda przypadła na lata 1980–1996. Większe sukcesy odnosił w grze podwójnej, odnosząc łącznie 58 zwycięstw w zawodach rangi ATP World Tour i w kolejnych 32 imprezach dochodząc do finałów. Pierwszy turniej wygrał w 1981 roku w austriackim Linzu, mając za partnera Hansa Simonssona; z graczem tym stworzył parę, która w tymże 1981 roku wygrała jeszcze turniej w Barcelonie, w 1982 roku cztery kolejne imprezy, a w 1983 roku trzy turnieje, m.in. wielkoszlemowy Roland Garros. W 1984 roku Szwedzi wygrali Masters Grand Prix w Londynie, zawody rozgrywane wówczas u progu sezonu jako podsumowanie poprzedniego.
W 1984 roku Järryd sukcesy odnosił nie tylko w parze z Simonssonem, ale i Tomášem Šmídem i Stefanem Edbergiem. Z Edbergiem awansował do finału US Open, ale szwedzka para musiała uznać wyższość Tomáša Šmída i Johna Fitzgeralda. Sezon Järryd zakończył z pięcioma triumfami turniejowymi. W następnym roku, 1985, osiągnął 10, z czego 9 wygrał. Dało mu w sierpniu po raz pierwszy awans na pozycję lidera rankingu deblistów. Wśród zwycięstw Järryda z sezonu 1985 znajduje się impreza Masters Grand Prix, tym razem w parze ze Stefanem Edbergiem.
Järryd i Edberg powtórzyli sukces w Masters Grand Prix w kolejnym roku, pokonując w finale Guy Forgeta i Yannicka Noaha. Jeden turniej w 1986 Järryd wygrał w parze z Joakimem Nyströmem, a z Edbergiem był w wielkoszlemowym finale w Paryżu, ponownie przegrywając z Fitzgeraldem i Šmídem. Skuteczniej Szwed grał w finałach turniejów wielkiego szlema w 1987 roku; z Edbergiem triumfował w Australian Open, z Robertem Seguso w Rolandzie Garrosie, ponownie z Edbergiem w US Open. Do skompletowania wielkiego szlema zabrakło Järrydowi Wimbledonu, gdzie w półfinale, grając w parze z Edbergiem, musiał uznać wyższość Sergio Casala i Emilio Sáncheza. Poza najważniejszymi turniejami Järryd wygrał w 1987 roku pięć kolejnych turniejów oraz uczestniczył w jednym finale.
Po 1987 roku Edberg skoncentrował się bardziej na karierze singlowej, a Järryd znalazł sobie nowego regularnego partnera w osobie Johna Fitzgeralda. W 1988 roku współpraca ta zaowocowała wygraną w Miami oraz finałami Rolanda Garrosa i Wimbledonu, a w 1989 roku – wimbledońskim triumfem i finałem Masters Grand Prix. Po sezonie 1990, kiedy Järryd po raz pierwszy od dziewięciu lat pozostał bez wygranego turnieju, w 1991 roku Szwed ponownie wygrał trzy imprezy wielkoszlemowe. Tym razem triumfował w Paryżu, Londynie i Nowym Jorku, za każdym razem z Fitzgeraldem. Rok Järryd i Fizgerald zakończyli zwycięstwem w zawodach ATP World Tour World Championships.
W 1992 roku Järryd wygrał dwa turnieje z Fitzgeraldem i dalsze dwa z innymi partnerami, a w finale ATP World Tour World Championships w Johannesburgu (z Fitzgeraldem) uległ Toddowi Woodbridge’owi i Markowi Woodforde’owi, chociaż wcześniej w tej samej imprezie szwedzko-australijska para pokonała tych rywali w meczu grupowym. W 1993 roku Järryd po raz ostatni wystąpił w wielkoszlemowym finale, w Australian Open (po raz kolejny w duecie z Fitzgeraldem) ponosząc porażkę z Lauriem Warderem i Daniem Visserem. W tymże roku Szwed podjął współpracę deblową z Henrikiem Holmem, z którym wygrał dwa turnieje. Dwa turnieje z Holmem Järryd wygrał również w 1994 roku, a w 1995 roku częściowo powrócił do wspólnej gry z Fitzgeraldem osiągając dwa finały. Skuteczniej zawodnik szwedzki grał w parze z Martinem Dammem (dwie wygrane turniejowe). W czerwcu 1996 roku po raz ostatni doszedł do finału turniejowego, przegrywając w Rosmalen z Pavlem Víznerem i Paulem Kilderry’m; jego partnerem w tej imprezie był Daniel Nestor.

### W grze pojedynczej
W grze pojedynczej Anders Järryd należał do ścisłej czołówki światowej w połowie lat 80. XX wieku. Wygrał łącznie 8 turniejów z cyklu ARP World Tour, pierwsze dwa w 1982 roku – w Linzu i Ankonie; był również 16-krotnie w finałach turniejowych, poczynając od Båstad w 1981 roku. W 1984 roku wygrał turnieje w Hilversum i Sydney, był w finałach w Båstad i Cincinnati. W 1985 roku triumfował w Brukseli; dzięki tym rezultatom, jak również półfinałowi na Wimbledonie, awansował w lipcu tegoż roku na najwyższe w karierze miejsce w rankingu singlowym – nr 5. Na turnieju wimbledońskim pokonał m.in. Scotta Davisa, a w półfinale przegrał z późniejszym zwycięzcą, Borisem Beckerem.
W pozostałych turniejach wielkoszlemowych Järryd dochodził w grze pojedynczej co najmniej do ćwierćfinałów – w 1985 roku na US Open, w 1987 i 1988 w Australian Open. W 1987 roku był w ćwierćfinale Wimbledonu, eliminując m.in. Miloslava Mecira. W 1996 roku, na Wimbledonie, zagrał swój ostatni singlowy mecz w rozgrywkach wielkoszlemowych, ulegając w I rundzie Chrisowi Wilkinsonowi. Po 1985 roku Järryd odniósł zwycięstwa w Dallas (1986), Wiedniu (1990) i Rotterdamie (1993). W 1994 roku doszedł do finału w Pekinie, a w 1995 roku w Rosmalen.
W turnieju Masters Grand Prix w grze pojedynczej Szwed grał dwukrotnie, w 1985 roku przegrywając w ćwierćfinale w Johnem McEnroe, a rok później ulegając w półfinale Borisowi Beckerowi.
Karierę zawodową Anders Järryd zakończył jesienią 1996 roku, zarobiwszy na kortach niemal pięć i pół miliona dolarów. Próbował swoich sił również w rozgrywkach seniorów, w ramach ATP Champions Tour wygrywając w 2001 roku turniej na Majorce (był także w finałach w Aland w 2001 roku i na Majorce w 2002 roku).

### Reprezentant Szwecji
Anders Järryd reprezentował kraj ns igrzyskach olimpijskich i w rozgrywkach drużynowych. Na igrzyskach olimpijskich wystąpił dwukrotnie. W 1988 roku w Seulu doszedł do półfinału gry podwójnej, mając za partnera Stefana Edberga; Szwedzi ulegli Sergio Casalowi oraz Emilio Sánchezowi i zdobyli brązowy medal (meczu o 3. miejsce wówczas nie rozgrywano). W drodze do półfinału Järryd i Edberg wyeliminowali m.in. reprezentantów Niemiec Carla-Uwe Steeba i Erica Jelena. Z gry pojedynczej Järryd odpadł w III rundzie pokonany przez Carla-Uwe Steeba. W 1992 roku w Barcelonie Szwedzi nie powtórzyli sukcesu, już w I rundzie wyeliminowani przez Jima Couriera i Pete’a Samprasa. Na barcelońskich igrzyskach Järryd w grze pojedynczej nie grał.
W latach 1981–1993 Järryd grał w reprezentacji Szwecji w Pucharze Davisa. Dwukrotnie sięgał po trofeum, w 1984 roku jako deblista (pokonał wówczas w spotkaniu finałowym Johna McEnroe i Petera Fleminga, mając za partnera Stefana Edberga), a trzy lata później jako singlista (w finale z Indiami zdobył dwa punkty, pokonując Ramesha Krishnana i Vijaya Amritraja). Ponadto występował w przegranych finałach w 1986 roku (porażka z Australią), 1988 roku i 1989 roku (przegrane z Republiką Federalną Niemiec). Łącznie bilans jego gier w Pucharze Davisa wynosi 36 wygranych przy 17 porażkach, z czego w grze pojedynczej wygrał 16 pojedynków i przegrał 3.
W 2005 nazwisko Järryda wpisano do Hall of Fame tenisa szwedzkiego. Praworęczny Szwed, który ze względu na wadę wzroku musiał grać w szkłach kontaktowych, operował na korcie oburęcznym bekhendem i słynął zarówno z agresywnego returnu, jak i reakcji wolejowych przy siatce, co szczególnie podnosiło jego wartość jako deblisty.

### Finały w turniejach ATP World Tour
| Legenda                                      |
| -------------------------------------------- |
| Wielki Szlem                                 |
| Igrzyska olimpijskie                         |
| Tennis Masters Cup / ATP Finals              |
| ATP Masters Series / ATP Tour Masters 1000   |
| ATP International Series Gold / ATP Tour 500 |
| ATP International Series / ATP Tour 250      |

#### Gra pojedyncza (8–16)
| Końcowy wynik | Nr  | Data | Turniej       | Nawierzchnia    | Przeciwnik       | Wynik finału       |
| ------------- | --- | ---- | ------------- | --------------- | ---------------- | ------------------ |
| Finalista     | 1.  | 1981 | Båstad        | Ceglana         | Thierry Tulasne  | 2:6, 3:6           |
| Zwycięzca     | 1.  | 1982 | Linz          | Ceglana         | José Higueras    | 6:4, 4:6, 6:4      |
| Zwycięzca     | 2.  | 1982 | Ankona        | Dywanowa (hala) | Mike De Palmer   | 6:3, 6:2           |
| Finalista     | 2.  | 1983 | Båstad        | Ceglana         | Mats Wilander    | 1:6, 2:6           |
| Finalista     | 3.  | 1983 | Montreal      | Twarda          | Ivan Lendl       | 2:6, 2:6           |
| Finalista     | 4.  | 1984 | Båstad        | Ceglana         | Henrik Sundström | 6:3, 5:7, 3:6      |
| Zwycięzca     | 3.  | 1984 | Hilversum     | Ceglana         | Tomáš Šmíd       | 6:3, 6:3, 2:6, 6:2 |
| Finalista     | 5.  | 1984 | Cincinnati    | Twarda          | Mats Wilander    | 6:7, 3:6           |
| Zwycięzca     | 4.  | 1984 | Sydney        | Twarda (hala)   | Ivan Lendl       | 6:3, 6:2, 6:4      |
| Finalista     | 6.  | 1985 | Toronto       | Dywanowa (hala) | Kevin Curren     | 6:7, 3:6           |
| Zwycięzca     | 5.  | 1985 | Bruksela      | Dywanowa (hala) | Mats Wilander    | 6:4, 3:6, 7:5      |
| Finalista     | 7.  | 1985 | Mediolan      | Dywanowa (hala) | John McEnroe     | 4:6, 1:6           |
| Finalista     | 8.  | 1985 | Sztokholm     | Twarda (hala)   | John McEnroe     | 1:6, 2:6           |
| Finalista     | 9.  | 1986 | Rotterdam     | Dywanowa (hala) | Joakim Nyström   | 0:6, 3:6           |
| Zwycięzca     | 6.  | 1986 | Dallas        | Dywanowa (hala) | Boris Becker     | 6:7, 6:1, 6:1, 6:4 |
| Finalista     | 10. | 1987 | Wembley       | Dywanowa (hala) | Ivan Lendl       | 3:6, 2:6, 5:7      |
| Finalista     | 11. | 1989 | Rotterdam     | Dywanowa (hala) | Jakob Hlasek     | 1:6, 5:7           |
| Finalista     | 12. | 1989 | San Francisco | Dywanowa (hala) | Brad Gilbert     | 5:7, 2:6           |
| Zwycięzca     | 7.  | 1990 | Wiedeń        | Dywanowa (hala) | Horst Skoff      | 6:3, 6:3, 6:1      |
| Finalista     | 13. | 1991 | Kopenhaga     | Dywanowa (hala) | Jonas Svensson   | 7:6(5), 2:6, 2:6   |
| Finalista     | 14. | 1992 | Kopenhaga     | Dywanowa (hala) | Magnus Larsson   | 4:6, 6:7(5)        |
| Zwycięzca     | 8.  | 1993 | Rotterdam     | Dywanowa (hala) | Karel Nováček    | 6:3, 7:5           |
| Finalista     | 15. | 1994 | Pekin         | Dywanowa (hala) | Michael Chang    | 5:7, 5:7           |
| Finalista     | 16. | 1995 | Rosmalen      | Trawiasta       | Karol Kučera     | 6:7(7), 6:7(4)     |

#### Gra podwójna (58–32)
| Końcowy wynik | Nr  | Data | Turniej                    | Nawierzchnia    | Partner           | Przeciwnicy                        | Wynik finału                  |
| ------------- | --- | ---- | -------------------------- | --------------- | ----------------- | ---------------------------------- | ----------------------------- |
| Zwycięzca     | 1.  | 1981 | Linz                       | Twarda (hala)   | Hans Simonsson    | Brad Drewett Pavel Složil          | 6:4, 7:6                      |
| Finalista     | 1.  | 1981 | Båstad                     | Ceglana         | Hans Simonsson    | Mark Edmondson John Fitzgerald     | 6:2, 5:7, 0:6                 |
| Finalista     | 2.  | 1981 | Bordeaux                   | Ceglana         | Jim Gurfein       | Andrés Gómez Belus Prajoux         | 5:7, 3:6                      |
| Zwycięzca     | 2.  | 1981 | Barcelona                  | Ceglana         | Hans Simonsson    | Hans Gildemeister Andrés Gómez     | 6:1, 6:4                      |
| Zwycięzca     | 3.  | 1982 | Linz                       | Ceglana         | Hans Simonsson    | Rod Frawley Paul Kronk             | 6:2, 6:0                      |
| Finalista     | 3.  | 1982 | Hamburg                    | Ceglana         | Hans Simonsson    | Pavel Složil Tomáš Šmíd            | 4:6, 3:6                      |
| Zwycięzca     | 4.  | 1982 | Båstad                     | Ceglana         | Hans Simonsson    | Joakim Nyström Mats Wilander       | 0:6, 6:3, 7:6                 |
| Finalista     | 4.  | 1982 | Bordeaux                   | Ceglana         | Hans Simonsson    | Hans Gildemeister Andrés Gómez     | 4:6, 2:6                      |
| Zwycięzca     | 5.  | 1982 | Barcelona                  | Ceglana         | Hans Simonsson    | Carlos Kirmayr Cássio Motta        | 6:3, 6:2                      |
| Zwycięzca     | 6.  | 1982 | Ankona                     | Dywanowa (hala) | Hans Simonsson    | Tim Gullikson Bernard Mitton       | 4:6, 6:3, 7:6                 |
| Zwycięzca     | 7.  | 1983 | Nancy                      | Twarda (hala)   | Jan Gunnarsson    | Ricardo Acuña Belus Prajoux        | 7:5, 6:3                      |
| Finalista     | 5.  | 1983 | Monachium                  | Ceglana         | Tomáš Šmíd        | Chris Lewis Pavel Složil           | 4:6, 2:6                      |
| Zwycięzca     | 8.  | 1983 | French Open, Paryż         | Ceglana         | Hans Simonsson    | Mark Edmondson Sherwood Stewart    | 7:6, 6:4, 6:2                 |
| Finalista     | 6.  | 1983 | Båstad                     | Ceglana         | Hans Simonsson    | Joakim Nyström Mats Wilander       | 6:1, 6:7, 6:7                 |
| Zwycięzca     | 9.  | 1983 | Barcelona                  | Ceglana         | Hans Simonsson    | Jim Gurfein Erick Iskersky         | 7:5, 6:3                      |
| Zwycięzca     | 10. | 1983 | Sztokholm                  | Twarda (hala)   | Hans Simonsson    | Peter Fleming Johan Kriek          | 6:3, 6:4                      |
| Zwycięzca     | 11. | 1984 | Londyn WCT                 | Dywanowa (hala) | Hans Simonsson    | Tomáš Šmíd Pavel Složil            | 1:6, 6:3, 3:6, 6:4, 6:3       |
| Zwycięzca     | 12. | 1984 | Luksemburg                 | Dywanowa (hala) | Tomáš Šmíd        | Mark Edmondson Sherwood Stewart    | 6:3, 7:5                      |
| Zwycięzca     | 13. | 1984 | Hamburg                    | Ceglana         | Stefan Edberg     | Heinz Günthardt Balázs Taróczy     | 6:3, 6:1                      |
| Zwycięzca     | 14. | 1984 | Hilversum                  | Ceglana         | Tomáš Šmíd        | Broderick Dyke Michael Fancutt     | 6:4, 5:7, 7:6                 |
| Finalista     | 7.  | 1984 | US Open, Nowy Jork         | Twarda          | Stefan Edberg     | John Fitzgerald Tomáš Šmíd         | 6:7(5), 3:6, 3:6              |
| Zwycięzca     | 15. | 1984 | Sydney                     | Twarda (hala)   | Hans Simonsson    | Mark Edmondson Sherwood Stewart    | 6:4, 6:4                      |
| Zwycięzca     | 16. | 1985 | Toronto                    | Dywanowa (hala) | Peter Fleming     | Glenn Layendecker Glenn Michibata  | 7:6, 6:2                      |
| Zwycięzca     | 17. | 1985 | Bruksela                   | Dywanowa (hala) | Stefan Edberg     | Kevin Curren Wojciech Fibak        | 6:3, 7:6                      |
| Zwycięzca     | 18. | 1985 | Mediolan                   | Dywanowa (hala) | Heinz Günthardt   | Broderick Dyke Wally Masur         | 6:2, 6:1                      |
| Zwycięzca     | 19. | 1985 | Rzym                       | Ceglana         | Mats Wilander     | Ken Flach Robert Seguso            | 4:6, 6:3, 6:2                 |
| Zwycięzca     | 20. | 1985 | Båstad                     | Ceglana         | Stefan Edberg     | Sergio Casal Emilio Sánchez        | 6:0, 7:6                      |
| Finalista     | 8.  | 1985 | Montreal                   | Twarda          | Stefan Edberg     | Ken Flach Robert Seguso            | 7:5, 6:7, 3:6                 |
| Zwycięzca     | 21. | 1985 | Cincinnati                 | Twarda          | Stefan Edberg     | Joakim Nyström Mats Wilander       | 4:6, 6:2, 6:3                 |
| Zwycięzca     | 22. | 1985 | Sydney                     | Twarda (hala)   | John Fitzgerald   | Mark Edmondson Kim Warwick         | 6:3, 6:2                      |
| Zwycięzca     | 23. | 1985 | Wembley                    | Dywanowa (hala) | Guy Forget        | Boris Becker Slobodan Živojinović  | 7:5, 4:6, 7:5                 |
| Zwycięzca     | 24. | 1986 | Nowy Jork                  | Dywanowa (hala) | Stefan Edberg     | Joakim Nyström Mats Wilander       | 6:1, 7:6                      |
| Finalista     | 9.  | 1986 | Filadelfia                 | Dywanowa (hala) | Stefan Edberg     | Scott Davis David Pate             | 6:7, 6:3, 3:6, 5:7            |
| Finalista     | 10. | 1986 | Memphis                    | Dywanowa (hala) | Guy Forget        | Ken Flach Robert Seguso            | 4:6, 6:4, 6:7                 |
| Finalista     | 11. | 1986 | Boca West                  | Twarda          | Stefan Edberg     | Brad Gilbert Vincent Van Patten    | walkower                      |
| Zwycięzca     | 25. | 1986 | Madryt                     | Ceglana         | Joakim Nyström    | Jesus Colas David De Miguel        | 6:2, 6:2                      |
| Finalista     | 12. | 1986 | French Open, Paryż         | Ceglana         | Stefan Edberg     | John Fitzgerald Tomáš Šmíd         | 6:3, 4:6, 6:3, 6:7(4), 12:14  |
| Zwycięzca     | 26. | 1986 | Los Angeles                | Twarda          | Stefan Edberg     | Peter Fleming John McEnroe         | 3:6, 7:5, 7:6                 |
| Zwycięzca     | 27. | 1986 | Londyn                     | Dywanowa (hala) | Stefan Edberg     | Guy Forget Yannick Noah            | 6:3, 7:6, 6:3                 |
| Zwycięzca     | 28. | 1987 | Australian Open, Melbourne | Trawiasta       | Stefan Edberg     | Peter Doohan Laurie Warder         | 6:4, 6:4, 7:6(3)              |
| Zwycięzca     | 29. | 1987 | Rotterdam                  | Dywanowa (hala) | Stefan Edberg     | Chip Hooper Mike Leach             | 3:6, 6:3, 6:3                 |
| Finalista     | 13. | 1987 | Tokio                      | Twarda          | Andrés Gómez      | Paul Annacone Kevin Curren         | 4:6, 6:7                      |
| Zwycięzca     | 30. | 1987 | French Open, Paryż         | Ceglana         | Robert Seguso     | Guy Forget Yannick Noah            | 6:7, 6:7, 6:3, 6:4, 6:2       |
| Zwycięzca     | 31. | 1987 | Båstad                     | Ceglana         | Stefan Edberg     | Emilio Sánchez Javier Sánchez      | 7:6, 6:3                      |
| Zwycięzca     | 32. | 1987 | US Open, Nowy Jork         | Twarda          | Stefan Edberg     | Ken Flach Robert Seguso            | 7:6(1), 6:2, 4:6, 5:7, 7:6(2) |
| Zwycięzca     | 33. | 1987 | Bazylea                    | Twarda (hala)   | Tomáš Šmíd        | Stanislav Birner Jaroslav Navrátil | 6:4, 6:3                      |
| Zwycięzca     | 34. | 1987 | Sztokholm                  | Twarda (hala)   | Stefan Edberg     | Jim Grabb Jim Pugh                 | 6:3, 6:4                      |
| Zwycięzca     | 35. | 1988 | Key Biscayne               | Twarda          | John Fitzgerald   | Ken Flach Robert Seguso            | 7:6, 6:1, 7:5                 |
| Finalista     | 14. | 1988 | Rzym                       | Ceglana         | Tomáš Šmíd        | Jorge Lozano Todd Witsken          | 3:6, 3:6                      |
| Finalista     | 15. | 1988 | French Open, Paryż         | Ceglana         | John Fitzgerald   | Andrés Gómez Emilio Sánchez        | 3:6, 7:6, 4:6, 3:6            |
| Finalista     | 16. | 1988 | Wimbledon, Londyn          | Trawiasta       | John Fitzgerald   | Ken Flach Robert Seguso            | 4:6, 6:2, 4:6, 6:7            |
| Finalista     | 17. | 1988 | Stuttgart                  | Ceglana         | Michael Mortensen | Sergio Casal Emilio Sánchez        | 6:4, 3:6, 4:6                 |
| Zwycięzca     | 36. | 1989 | Key Biscayne               | Twarda          | Jakob Hlasek      | Jim Grabb Patrick McEnroe          | 6:3, krecz                    |
| Zwycięzca     | 37. | 1989 | Wimbledon, Londyn          | Trawiasta       | John Fitzgerald   | Rick Leach Jim Pugh                | 3:6, 7:6, 6:4, 7:6            |
| Finalista     | 18. | 1989 | Los Angeles                | Twarda          | John Fitzgerald   | Marty Davis Tim Pawsat             | 5:7, 6:7                      |
| Zwycięzca     | 38. | 1989 | Wiedeń                     | Dywanowa (hala) | Jan Gunnarsson    | Paul Annacone Kelly Evernden       | 6:2, 6:3                      |
| Zwycięzca     | 39. | 1989 | Paryż                      | Twarda (hala)   | John Fitzgerald   | Jakob Hlasek Éric Winogradsky      | 7:6, 6:4                      |
| Finalista     | 19. | 1989 | Londyn                     | Dywanowa (hala) | John Fitzgerald   | Jim Grabb Patrick McEnroe          | 5:7, 6:7, 7:5, 3:6            |
| Finalista     | 20. | 1990 | Sztokholm                  | Dywanowa (hala) | John Fitzgerald   | Guy Forget Jakob Hlasek            | 4:6, 2:6                      |
| Finalista     | 21. | 1990 | Moskwa                     | Dywanowa (hala) | John Fitzgerald   | Hendrik Jan Davids Paul Haarhuis   | 4:6, 6:7                      |
| Zwycięzca     | 40. | 1991 | Rotterdam                  | Dywanowa (hala) | Patrick Galbraith | Steve DeVries David Macpherson     | 7:6, 6:2                      |
| Finalista     | 22. | 1991 | Tokio                      | Twarda          | John Fitzgerald   | Stefan Edberg Todd Woodbridge      | 4:6, 7:5, 4:6                 |
| Finalista     | 23. | 1991 | Monachium                  | Ceglana         | Danie Visser      | Patrick Galbraith Todd Witsken     | 5:7, 4:6                      |
| Zwycięzca     | 41. | 1991 | French Open, Paryż         | Ceglana         | John Fitzgerald   | Rick Leach Jim Pugh                | 6:0, 7:6                      |
| Zwycięzca     | 42. | 1991 | Wimbledon, Londyn          | Trawiasta       | John Fitzgerald   | Javier Frana Leonardo Lavalle      | 6:3, 6:4, 6:7, 6:1            |
| Finalista     | 24. | 1991 | Båstad                     | Ceglana         | Magnus Gustafsson | Ronnie Båthman Rikard Bergh        | 4:6, 4:6                      |
| Zwycięzca     | 43. | 1991 | US Open, Nowy Jork         | Twarda          | John Fitzgerald   | Scott Davis David Pate             | 6:3, 3:6, 6:3, 6:3            |
| Zwycięzca     | 44. | 1991 | Wiedeń                     | Dywanowa (hala) | Gary Muller       | Jakob Hlasek Patrick McEnroe       | 6:4, 7:5                      |
| Zwycięzca     | 45. | 1991 | Sztokholm                  | Dywanowa (hala) | John Fitzgerald   | Tom Nijssen Cyril Suk              | 7:5, 6:2                      |
| Zwycięzca     | 46. | 1991 | Paryż                      | Twarda (hala)   | John Fitzgerald   | Kelly Jones Rick Leach             | 3:6, 6:3, 6:2                 |
| Zwycięzca     | 47. | 1991 | Johannesburg               | Twarda (hala)   | John Fitzgerald   | Ken Flach Robert Seguso            | 6:4, 6:4, 2:6, 6:4            |
| Finalista     | 25. | 1992 | Stuttgart                  | Dywanowa (hala) | John Fitzgerald   | Tom Nijssen Cyril Suk              | 3:6, 7:6, 3:6                 |
| Finalista     | 26. | 1992 | Tokio                      | Twarda          | John Fitzgerald   | Kelly Jones Rick Leach             | 6:0, 5:7, 3:6                 |
| Zwycięzca     | 48. | 1992 | Londyn                     | Trawiasta       | John Fitzgerald   | Goran Ivanišević Diego Nargiso     | 6:4, 7:6                      |
| Zwycięzca     | 49. | 1992 | Bolzano                    | Dywanowa (hala) | Bent-Ove Pedersen | Tom Nijssen Cyril Suk              | 6:1, 6:7, 6:3                 |
| Zwycięzca     | 50. | 1992 | Wiedeń                     | Dywanowa (hala) | Ronnie Båthman    | Kent Kinnear Udo Riglewski         | 6:3, 7:5                      |
| Zwycięzca     | 51. | 1992 | Antwerpia                  | Dywanowa (hala) | John Fitzgerald   | Patrick McEnroe Jared Palmer       | 6:2, 6:2                      |
| Finalista     | 27. | 1992 | Johannesburg               | Twarda          | John Fitzgerald   | Todd Woodbridge Mark Woodforde     | 2:6, 6:7, 7:5, 6:3, 3:6       |
| Finalista     | 28. | 1993 | Australian Open, Melbourne | Twarda          | John Fitzgerald   | Danie Visser Laurie Warder         | 4:6, 3:6, 4:6                 |
| Zwycięzca     | 52. | 1993 | Dubaj                      | Twarda          | John Fitzgerald   | Grant Connell Patrick Galbraith    | 6:2, 6:1                      |
| Zwycięzca     | 53. | 1993 | Rotterdam                  | Dywanowa (hala) | Henrik Holm       | David Adams Andriej Olchowski      | 6:4, 7:6                      |
| Zwycięzca     | 54. | 1993 | Båstad                     | Ceglana         | Henrik Holm       | Brian Devening Tomas Nydahl        | 6:1, 3:6, 6:3                 |
| Zwycięzca     | 55. | 1994 | Saragossa                  | Dywanowa (hala) | Henrik Holm       | Martin Damm Karel Nováček          | 7:5, 6:2                      |
| Zwycięzca     | 56. | 1994 | Tokio                      | Twarda          | Henrik Holm       | Sébastien Lareau Patrick McEnroe   | 7:6, 6:1                      |
| Finalista     | 29. | 1994 | Hamburg                    | Ceglana         | Henrik Holm       | Scott Melville Piet Norval         | 3:6, 4:6                      |
| Zwycięzca     | 57. | 1995 | Rotterdam                  | Dywanowa (hala) | Martin Damm       | Tomás Carbonell Francisco Roig     | 6:3, 6:2                      |
| Zwycięzca     | 58. | 1995 | Petersburg                 | Dywanowa (hala) | Martin Damm       | Jakob Hlasek Jewgienij Kafielnikow | 6:4, 6:2                      |
| Finalista     | 30. | 1995 | Tokio                      | Twarda          | John Fitzgerald   | Mark Knowles Jonathan Stark        | 3:6, 6:3, 6:7                 |
| Finalista     | 31. | 1995 | Hongkong                   | Twarda          | John Fitzgerald   | Tommy Ho Mark Philippoussis        | 1:6, 7:6, 6:7                 |
| Finalista     | 32. | 1996 | Rosmalen                   | Trawiasta       | Daniel Nestor     | Paul Kilderry Pavel Vízner         | 5:7, 3:6                      |